# Ангелы захватывают Манхэттен
«Ангелы захватывают Манхэттен» (англ. The Angels Take Manhattan) — пятая серия седьмого сезона британского сериала «Доктор Кто». Премьера состоялась 29 сентября 2012 года на канале BBC One. Эпизод завершает первую часть седьмого сезона, после него вышел только рождественский спецвыпуск 2012 года «Снеговики». Сценаристом стал исполнительный продюсер сериала Стивен Моффат, режиссёрское кресло занял Ник Харран.
Инопланетный путешественник в пространстве и времени, Доктор (Мэтт Смит), вместе со своими спутниками Эми (Карен Гиллан) и Рори (Артур Дарвилл) отправляется в Нью-Йорк. Там троица путешественников встречает множество Плачущих ангелов, один из которых отправляет Рори в 1930-е годы, где он встречается со своей дочерью, Ривер Сонг (Алекс Кингстон). Эми и Доктор пытаются всеми силами спасти его, но вскоре Доктор начинает осознавать, что это последнее его путешествие с Пондами.
Хронологически этот эпизод с участием Артура Дарвилла и Карен Гиллан вышел на экраны последним, хотя после завершения его съёмок они ещё участвовали в съёмках эпизода «Сила трёх». Прежде чем приступить к производству, Моффат обсудил с актрисой возможные причины и обстоятельства ухода Эми: сценарист написал несколько вариантов финала, а в качестве антагонистов рассматривались разные монстры, пока выбор не был остановлен на Плачущих ангелах. Съёмочный процесс проходил в апреле 2012 года в Уэльсе и США. «Ангелы захватывают Манхэттен» посмотрело 7,2 миллионов зрителей, серия получила преимущественно положительные отзывы от критиков. Рецензенты тем не менее отметили несколько «дыр» и логических расхождений в сюжете.

## Предыстория
Доктор — путешественник в пространстве и времени. Выглядит как человек, но относится к расе Повелителей Времени с планеты Галлифрей. Представители его расы обладают способностью регенерировать (перерождаться) по мере попадания в смертельные ситуации, в результате чего у них полностью меняется внешность и частично — характер. Доктор — последний Повелитель Времени. Лишённый своего дома, он спасает другие миры, в том числе и человечество.
В качестве способа передвижения Доктор использует ТАРДИС — живую машину времени (и одновременно космический корабль), выглядящую как английская синяя полицейская будка 1960-х годов, но вмещающую в себя гораздо больше, чем кажется («она больше внутри, чем снаружи»). В качестве подручного инструмента для осуществления мелких операций с предметами (запирание-отпирание замков, починка приборов, сканирование чего-либо и т. п.) Доктор использует звуковую отвёртку. Кроме того, он обладает нечеловеческим интеллектом.
Начиная с пятого сезона телесериала (2010) Доктор (вернее, его одиннадцатая инкарнация) путешествует со своей новой спутницей по имени Амелия (Эми) Понд, появившейся в открывающей пятый сезон серии «Одиннадцатый час». Также с ними путешествует (в пятом сезоне время от времени, начиная с шестого — постоянно) жених (а впоследствии муж) Эми, Рори Уильямс, который стал одним из немногих спутников мужского пола.
Плачущие ангелы — уникальная инопланетная раса хищников, представители которой выглядят как статуи, изображающие плачущих ангелов (благодаря чему раса получила своё название), и имеют две основные особенности. Одна из них заключается в том, что они прикосновением перемещают людей во времени и пространстве (как правило, в прошлое), вторая — пока на них смотришь, они кажутся обычными статуями, но стоит отвернуться, как они начинают очень быстро двигаться.

## Сюжет
Сюжет начинается с того, что некий мистер Грейл нанимает частного детектива Сэма Гарнера, чтобы расследовать случаи с движущимися статуями в Нью-Йорке. Расследование приводит Гарнера в странный многоквартирный дом, где лифт движется сам собой, а обитаемой является лишь одна квартира. В этой квартире детектив находит собственный бумажник с весьма потрёпанным удостоверением детектива и умирающего старика, который утверждает, что он и есть Сэм. Молодой Гарнер покидает квартиру, но его начинают преследовать толпы Плачущих ангелов, а выбежав на крышу, он понимает, что даже статуя Свободы является ангелом.
Доктор, Эми и Рори устроили пикник в Центральном парке Нью-Йорка, при этом сам Повелитель Времени постоянно читает бульварный роман о приключениях детектива Мелоди Мелоун. Несмотря на недоумение Эми, Доктор вырывает последнюю страницу, мотивируя это тем, что ненавидит, когда что-то заканчивается. В это время Рори отправляется за кофе и на него нападает Плачущий ангел, отправляя в 1930-е годы. Там Рори встречает Мелоди Мелоун, которой оказывается его собственная дочь, Ривер Сонг (ставшая женой Доктора в последней серии предыдущего сезона). В настоящем Доктор и Эми поражены, неожиданно для себя обнаружив Рори среди персонажей книги. Эми хочет, чтобы Доктор продолжал чтение, но тот возражает, так как прочитав о будущих событиях в книге, он закрепит их в истории. Вместо этого они пытаются отправиться на ТАРДИС в 1930-е годы, но машина времени неожиданно испытывает проблемы с перемещением.
В прошлом Рори и Ривер попадают в ловушку мистера Грейла, местного босса мафии. Пока Рори заперт в подвале с херувимами (детёнышами Плачущих ангелов), Грейл, которого впечатлили познания Ривер в археологии, ведёт её наверх и показывает ослабевшего Плачущего ангела, посаженного на цепь. Пока босс мафии ничего не понял, она использует манипулятор временной воронки, чтобы, уловив его сигнал, Доктор и Эми смогли приземлиться в 1938 году. Сразу после этого Грейл делает так, чтобы ангел схватил Ривер за запястье, но спустя минуту прямо посреди его дома приземляется ТАРДИС. Появляется Доктор, и его очень беспокоит то, что он должен сломать запястье Ривер, чтобы освободить её от хватки ангела (перед тем как отправиться в 1938 год, Эми прочитала в книге о сломанной руке Ривер, и теперь это должно стать реальностью). Эми, используя оглавление книги, определяет, где нужно искать Рори, но уже слишком поздно — херувимы успели отправить его в неизвестном направлении. Доктор читает название последней главы — «Прощание с Амелией» — и в ярости требует у Ривер самой освободить себя, не ломая себе руку. Позже Ривер сама освободится, а Доктор, определив, что Рори переместился только в пространстве, вылечит свою жену энергией регенерации и выяснит, что муж Эми находится в здании на Зимнем причале.
Зданием на Зимнем причале оказывается тот самый многоквартирный дом, в который в начале эпизода попал Сэм Гарнер. Как и частный сыщик, Рори находит там единственную обитаемую квартиру, а в ней — себя, только очень постаревшего. Доктор, найдя Рори, говорит ему, что теперь то, что он проживёт долгие годы, не свидевшись с Эми, стало свершившимся фактом. Повелитель Времени устанавливает, что этот дом является пищевым комбинатом для Плачущих ангелов, откуда они отправляют своих жертв в прошлое, в больших количествах потребляя энергию времени. Однако его спутники отказываются принять свою судьбу и убегают на крышу, где их уже ожидает Плачущий ангел в виде статуи Свободы. Рори, решив, что ему лучше умереть, пытается спрыгнуть с крыши, Эми присоединяется к нему. В результате возникает парадокс, будущее перезагружается, и через секунду Эми, Рори, Ривер и Доктор материализуются при помощи ТАРДИС на кладбище в 2012 году.
Все четверо готовятся отправиться в новое путешествие, но Рори замечает недалеко от машины времени надгробную плиту со своим именем. Он решает, что речь идёт о его полном тёзке, но тут на него нападает Плачущий ангел и отправляет в прошлое. Доктор не в силах ему помочь, так как парадокс, созданный Пондами, не позволит ему что-либо сделать. Тогда Эми даёт ангелу тронуть и её тоже, так как она не хочет жить без Рори и надеется присоединиться к нему в прошлом. На надгробной плите под именем Рори появляется её имя. Доктор впадает в отчаяние, но Ривер успокаивает его, показав недочитанную книгу — оказывается, её автором была Эми. Повелитель Времени отправляется в Центральный парк, на место, где устраивал пикник со своими спутниками, и находит последнюю страницу, которую вырвал. Он читает послесловие, адресованное ему, узнаёт, что Понды (точнее, уже Уильямсы) прожили счастливую жизнь, и выполняет единственную просьбу бывшей спутницы — отправляется к маленькой Эми. Девочка слышит звук приближающейся ТАРДИС и улыбается.

### Связь с другими сериями
В заключительные кадры вошли сцены из серии «Одиннадцатый час», в которой состоялось первое появление Эми Понд — маленькая Эми выходит в сад с чемоданом и ждёт Доктора.
В послесловии Амелия Уильямс описывает некоторые свои приключения с Доктором: она сражалась с пиратами («Проклятье чёрной метки»), влюбилась в «человека, который две тысячи лет будет ждать и оберегать её» («Большой взрыв»), дала надежду «величайшему художнику из когда-либо живших» («Винсент и Доктор»), а также спасла космического кита («Зверь внизу»).

## Производство

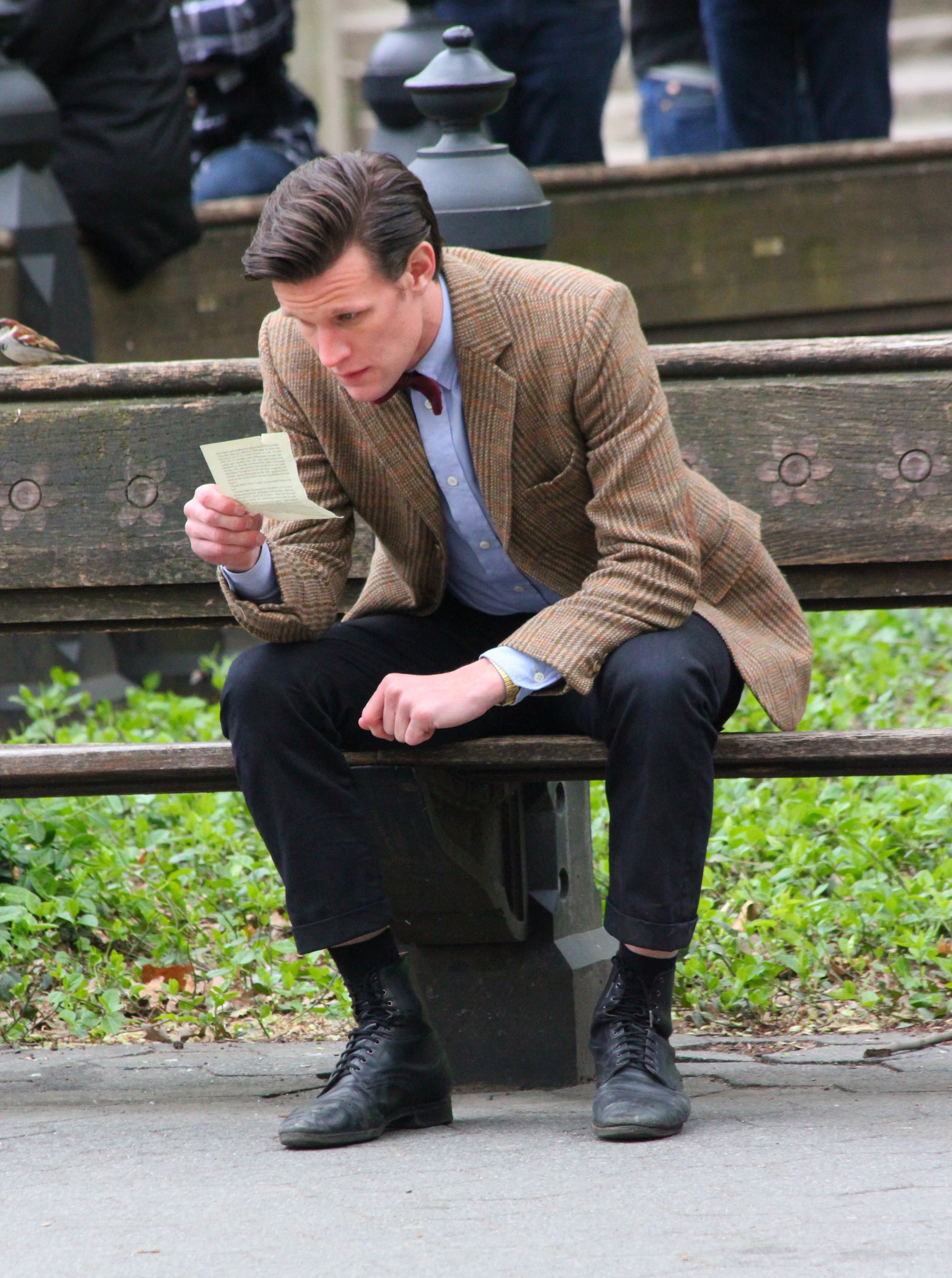
Мэтт Смит во время съёмок сцены, где Доктор читает послесловие, написанное Эми Понд

В декабре 2011 года шоураннер «Доктора Кто» Стивен Моффат объявил, что в седьмом сезоне Эми и Рори покинут Доктора, при этом исполнительный продюсер назвал обстоятельства этого события «трагическими».
Как сообщили главный сценарист и сама актриса, то, что Карен Гиллан покинет проект, давно уже обсуждалось между ними и должно было произойти по взаимному согласию сторон.
Гиллан объяснила своё решение тем, что хочет уйти «на высокой ноте», пока её героиня на пике популярности и добилась всего, чего хотела. Она попросила сценаристов сделать так, чтобы её персонаж покинул сюжет окончательно и бесповоротно, без шансов на возвращение — если Эми будет иметь возможность появиться в одной из будущих серий, это сведёт на нет весь эффект от последней сцены с её участием.
Моффат рассказал, что испытывал сильнейший стресс, когда сочинял последнюю сцену с участием Эми и Рори.
Позднее он отметил, что «кардинально изменил» концовку, так как, по его мнению, первоначально внимание акцентировалось не на том, что нужно.
Он многократно переписывал сцену, не в состоянии решить, умрут они или останутся жить. В конце концов, было решено, что внезапная смерть спутников идеально дополнит основную сюжетную линию, характеризующую Доктора как «старого, сентиментального», но «опасного».
Сценарист рассматривал несколько вариантов развития событий, в том числе с участием далеков, но после некоторых раздумий решил, что Плачущие ангелы подходят лучше.
В планы Моффата среди прочего входило создание новой разновидности ангелов, в результате чего в эпизоде появились херувимы. Кроме того, он решил, что статуя Свободы тоже будет ангелом — после дебюта Плачущих ангелов в серии «Не моргай» некоторые поклонники шоу предположили, что символ Нью-Йорка тоже может оказаться живой статуей.
После того как Карен Гиллан получила сценарий, она долгое время не решалась его прочитать, «чтобы не сделать его события реальностью».
В своём интервью она сказала: «Я не могла читать его без слёз. Это было самое эмоциональное чтение в моей жизни. Однако я не могла и мечтать о лучшем финале. Не думаю, что люди ожидают чего-то подобного». Написанная сценаристом Крисом Чибнеллом сцена, в которой Брайан (Марк Уильямс) узнаёт судьбу своего сына и невестки, не была снята, однако 12 октября 2012 года BBC выпустила анимированный мини-эпизод под названием «Постскриптум», в котором события неснятой сцены пересказаны Дарвиллом.
Сюжет этого мини-эпизода развивается спустя неделю после того, как Эми и Рори расстались с Брайаном в конце серии «Сила трёх»; в нём появляется персонаж по имени Энтони, который оказался внуком Брайана, усыновлённым Уильямсами в 1946 году.
Первоначально планировались съёмки полноценного мини-эпизода в качестве дополнительного материала для DVD-издания, но из-за временных ограничений «Постскриптум» увидел свет лишь в виде анимированной раскадровки.
Съёмки эпизода «Ангелы захватывают Манхэттен» стартовали 23 марта 2012 года в Upper Boat Studios практически одновременно с производственным процессом «Изолятора далеков». Хотя в этом эпизоде зрители прощаются с Эми и Рори, для Карен Гиллан и Артура Дарвилла его съёмки не были последними — после их окончания актёры всё ещё были задействованы в съёмках «Силы трёх». Тем не менее как Гиллан, так и Смит испытали широкий спектр эмоций после того, как работа над финальной сценой на кладбище осталась позади.
Сцены на крыше снимались на автостоянке в Кардиффе на фоне «зелёного экрана», вместо которого впоследствии компьютерным способом вставлялись панорамы Нью-Йорка.
Чтобы сымитировать прыжок Эми и Рори с крыши, была использована специальная система тросов. Бо́льшая же часть эпизода снималась в апреле 2012 года в Центральном парке.
К удивлению всего актёрского состава и всей съёмочной группы, на съёмки пришла огромная толпа американских фанатов «Доктора Кто». Помимо прочего в процессе работы над серией были засняты панорамы ночного города, река Ист-Ривер недалеко от Бруклинского моста, а также внутренние помещения многоквартирного комплекса в Тюдор-сити.
Моффат ранее, в период работы над сценарием, уже бывал в Нью-Йорке и решил, что город более чем подходит для Плачущих ангелов.
Он описал его как «нестандартный фон» для сюжета с участием Доктора Кто и сумел найти применение его архитектуре в сценарии.
Исполнительный продюсер Кэролайн Скиннер отметила, что город отличают «масштаб и романтика», которые создают в эпизоде чувство реальности и необычную для «Доктора Кто» тональность. Согласно продюсеру сезона Маркусу Уилсону, недельные съёмки в городе прошли «очень скромно по американским стандартам». В процессе работы над серией производственная команда не стала воссоздавать ни ТАРДИС, ни главных злодеев эпизода, добавив их только на этапе пост-продакшна. Тогда же в сцены на кладбище (снятые в Лланелли) была фоном добавлена панорама Нью-Йорка.
Гиллан настояла на том, что она должна прочитать прощальное послание Эми (содержащееся в послесловии книги) Смиту, когда снималась его реакция. Однако никто не ожидал, что это придётся делать перед огромным скоплением людей, и Смит рассказывал, что ему пришлось вести себя как в театральном спектакле. Поскольку текст держался в секрете, Гиллан вынуждена была читать его тихо, а Смит не мог держать при себе настоящую страницу с послесловием, так как в противном случае любой фанат мог незаметно сфотографировать её. В результате актриса получила только одну страницу сценария, а остальное пришлось импровизировать.
В русле идеи с основными «блокбастерными темами», придуманной Стивеном Моффатом для первых пяти эпизодов седьмого сезона, эмблема сериала в начальных титрах была украшена короной статуи Свободы. Кроме того, в начальных титрах слышен фрагмент песни «Englishman in New York» в исполнении Стинга. 4 октября 2012 года BBC Books презентовала электронную книгу «Ангельский поцелуй, или Тайна Мелоди Мелоун», которая является приквелом к бульварному роману, который читал Доктор.

## Показ
Премьера серии «Ангелы захватывают Манхэттен» состоялась 29 сентября 2012 года на британском канале BBC One и американском канале BBC America.
Вечерние рейтинги показали, что эпизод посмотрело 5,9 миллионов зрителей, на 400 тысяч человек больше, чем на предыдущей неделе.
После подсчёта окончательного рейтинга зрительскую аудиторию «Ангелов» определили в 7,82 миллиона, что было 13-м результатом среди всех передач британского телевидения в течение недели.
На онлайн-сервисе BBC iPlayer эпизод был доступен в течение нескольких дней и собрал в общей сложности 0,92 миллиона просмотров, став седьмой по популярности онлайн-трансляцией месяца.
Индекс оценки составил 88 баллов из 100 — это второй результат среди всех эпизодов сериала после «Изолятора далеков».

## Критика и отзывы
Серия получила значительное число положительных отзывов. Дэн Мартин из The Guardian написал: «Это был подобающий конец золотой эры, и браво Стивену Моффату за захватывающую и эмоциональную историю, сделанную с таким вкусом». Ему также понравилась идея поместить Плачущих ангелов в Нью-Йорк. Однако для него осталось непонятным, какое же хронологическое место в истории жизни Ривер Сонг занимают эти события.
Рецензент The Daily Telegraph Гэвин Фуллер дал серии пять звёзд из пяти, посчитав её лучшим из пяти эпизодов первой части сезона — «мощным, напряжённым, убедительным, кинематографичным, вызывающим бурные чувства». Он также написал, что новое появление ангелов сделало их одними из самых выдающихся монстров сериала, а Эми Понд получила «достойные проводы» (в отличие от Рори, который, по мнению критика остался вообще без прощальной сцены). Похвалив игру всех четырёх исполнителей главных ролей, Фуллер, однако, назвал звездой эпизода Гиллан.
Кит Фиппс, критик The A.V. Club, поставил эпизоду оценку A — по его мнению, секрет успеха эпизода в том, что он содержит одновременно лихо закрученный сюжет и глубоко эмоциональные сцены расставания.
Сэм Уоллестон, ещё один рецензент The Guardian, положительно отозвался об атмосфере страха, царившей на протяжении всей серии, а также о её печальных сценах.
Ниэла Дебнат, пишущая для The Independent, охарактеризовала эпизод как «превосходную лебединую песнь» Гиллан и Дарвилла и в особенности отметила «стильную» кинематографию и постоянное чувство опасности. Единственным недостатком сюжета она назвала введённое правило, согласно которому, зная точно, что произойдёт, вы не можете изменить будущее, «хотя, вероятно, лучше не подвергать сомнению законы времени-шремени, а просто принять их и наслаждаться приключением».
Мэтт Ризли из IGN оценил серию «Ангелы захватывают Манхэттен» в 9 баллов из 10, назвав её «проникновенным, эмоциональным расставанием с самыми постоянными спутниками Доктора… и лучшей серией сезона». Критик похвалил игру Смита, Гиллан и Дарвилла, но при этом согласился, что в сюжете есть несколько тонкостей, к которым можно придраться.
Морган Джеффри, пишущий для Digital Spy, как и Фуллер, поставил серии пять звёзд, несмотря на «дыры в сюжете… и некоторые слишком удобные допущения», а также тот факт, что Рори не получил достойной прощальной сцены. Похвалы критика удостоились сцены, ведущие к расставанию с Эми и Рори, и «превосходная техническая работа».
Дэйв Голдер (SFX) отметил эпизод четырьмя звёздами из пяти, полагая, что «светлая печаль» гибели Пондов отвлекла внимание зрителей от различных нестыковок в сюжете, в том числе связанных со статуей Свободы. По его мнению, Гиллан и Дарвилл сыграли «выше всяких похвал», игра Смита была блестящей, а Ривер оказалась менее хороша. Голдер положительно оценил нуарные мотивы эпизода и идею пищевого комбината ангелов в здании на Зимнем причале.
Критик из The Huffington Post Морин Райан была настроена более критично — по её мнению, стремясь продвинуть сериал на международный рынок, создатели пожертвовали качеством работы над сценарием. С точки зрения Райан, Эми заслужила лучшие проводы, но вместо этого внимание от неё отвлекло появление Ривер Сонг, а Рори дали первым принимать все ключевые решения. Ей также не понравились игры со временем и контраст между пафосным «оперным» тоном, к которому, по её мнению, стремился режиссёр, и характерным «нуарным» антуражем. Ангелы показались Райан менее пугающими, чем в любое из своих прежних появлений, а темп действия — чересчур быстрым.
В 2013 году эпизод «Ангелы захватывают Манхэттен» был номинирован на премию «Хьюго» за лучшую постановку (малая форма). Конкуренцию ему составили премьерный эпизод сезона — «Изолятор далеков» — и рождественский спецвыпуск 2012 года, «Снеговики».